# Pont de Dessy
Le pont de Dessy, est un pont suspendu, situé sur la commune de Mieussy en Haute-Savoie. Il franchit le Giffre.

## Présentation
Le pont est construit en 1942, il a été construit sur le modèle du pont de la Caille. Le pont de Dessy est rénové en 2002.
Il mesure 50 mètres de haut sous les arches, pour une longueur de 92 m.